# Speocyclops sardus
Speocyclops sardus – gatunek widłonoga z rodziny Cyclopidae. Nazwa naukowa tego gatunku skorupiaków została opublikowana w 1956 roku przez szwedzkiego zoologa Knuta Lindberga.